# Phyllomacromia occidentalis
Phyllomacromia occidentalis är en trollsländeart som först beskrevs av Fraser 1954.  Phyllomacromia occidentalis ingår i släktet Phyllomacromia och familjen skimmertrollsländor. IUCN kategoriserar arten globalt som otillräckligt studerad. Inga underarter finns listade i Catalogue of Life.